# Ignaz Dörfler
Ignaz Dörfler ( 1866 - 1950 ) fue un botánico, y pteridólogo austríaco. Por muchos años fue organizador, curador y editor de los exsiccata “Herbarium normale”.
Gracias a la financiación de la "Comisión de los Balcanes", de la Academia Austríaca de Ciencias, entre 1914 y 1916, realizó una expedición botánica al norte de Albania. (Comisión de los Balcanes, en alemán

## Algunas publicaciones
- Beitrag zur Flora Albaniens und Macedoniens. Ergebnisse einer von I. Dörfler im Jahre 1893 unternommenen Reise
- Beitrag zur Flora von Oberösterreich. Verhandlungen der zoologisch-botanischen Gesesllschaft Wien 40: 591-610

### Libros
- 1896.  Botaniker-Adressbuch. Sammlung von Namen und Adressen der lebenden Botaniker aller Länder, der botanischen Gärten und der die Botanik pflegenden Institute, Gesellschaften und periodischen Publicationen.
- 1900.  Botaniker Porträts - Mappe mit Korrespondenz des Herausgebers
- 1909.  Botaniker-Adressbuch.

## Honores
En su honor se nombraron numerosas especies, entre ellas:
- (Asteraceae) Achillea doerfleri Hayek
- (Boraginaceae) Moltkia doerfleri Wettst.
- (Brassicaceae) Arabis doerfleri Halácsy
- (Brassicaceae) Schivereckia doerfleri Bornm.
- (Caryophyllaceae) Cerastium doerfleri Halácsy ex Hayek
- (Gentianaceae) Gentiana doerfleri Ronniger
- (Orchidaceae) Ophrys doerfleri H.Fleischm.
- (Ranunculaceae) Nigella doerfleri Vierh.

- La abreviatura «Dörfl.» se emplea para indicar a Ignaz Dörfler como autoridad en la descripción y clasificación científica de los vegetales.[2]